# Amor e Caos
Amor e Caos é o primeiro álbum de estúdio da cantora Ana Cañas lançado em 2007. O álbum tem versões de Bob Dylan (Rainy Day Women) e Caetano Veloso (Coração Vagabundo). O álbum é produzido pelo violonista Alexandre Fontanetti com arranjos do guitarrista Fabá Jimenez.

## Recepção crítica
| Críticas profissionais | Críticas profissionais |
| Avaliações da crítica  | Avaliações da crítica  |
| Fonte                  | Avaliação              |
| ---------------------- | ---------------------- |
| Território da Música   | [ 4 ]                  |
| ISTOÉ Gente            | [ 5 ]                  |

Em sua crítica Lizandra Pronin , do Território da Música, citou que Cañas recebe aplausos merecidos da imprensa, fãs e dos colegas da classe artística, por ser apontada como grande promessa da música brasileira. Citou que Cañas possui uma voz macia, porém intensa. Escreve ainda que Amor e Caos tem um jeito pop, mas nada de música descartável, elogiando os arranjos de Fabá Jimenez e a produção de Alexandre Fontanetti, parceiros de Ana nas composições, que confere ao álbum uma atmosfera rica em elementos e sonoridades. Lizandra deu ao disco 4 de 5 estrelas.
A revista ISTOÉ Gente deu ao disco 3 de 5 estrelas, comparou a estreia de Ana com a de Marisa Monte em 1989, citou que o disco transita em linha pop. Mas é um pop geralmente torto, apesar de o single "A Ana" seguir a cartilha radiofônica. Escreveu que a releitura de "Coração Vagabundo" de Caetano Veloso revela a personalidade forte da cantora.

## Lista de Faixas
| N.º            | Título                                  | Compositor(es)                              | Duração  |  |
| 1.             | "Mandinga Não"                          | Ana Cañas Flávio Rossi Alexandre Fontanetti | 3:36     |  |
| 2.             | "A Ana"                                 | Canãs Fontanetti                            | 3:28     |  |
| 3.             | "Vacina na Veia"                        | Canãs Fabá Jimenez                          | 2:44     |  |
| 4.             | "Para Todas as Coisas"                  | Canãs Jimenez                               | 3:19     |  |
| 5.             | "?"                                     | Canãs Jimenez                               | 2:54     |  |
| 6.             | "Coração Vagabundo"                     | Caetano Veloso                              | 4:39     |  |
| 7.             | "Cadê Você?"                            | Canãs Jimenez                               | 3:55     |  |
| 8.             | "Devolve, Moço"                         | Canãs Jimenez                               | 3:37     |  |
| 9.             | "Super Mulher" (Part. Naná Vasconcelos) | Jorge Mautner                               | 3:31     |  |
| 10.            | "Rainy Day Women #12 & 35"              | Bob Dylan                                   | 3:44     |  |
| Duração total: | Duração total:                          | Duração total:                              | 35min27s |  |

- "Cadê Você" contém sample de "Caminho dos Pigmeus" desempenhado por Naná Vasconcelos, e escrito por Naná Vasconcelos.